# Agathia maculimargo
Agathia maculimargo är en fjärilsart som beskrevs av Louis Beethoven Prout 1912. Agathia maculimargo ingår i släktet Agathia och familjen mätare. Inga underarter finns listade i Catalogue of Life.